# A Flora of Southern California
A Flora of Southern California (abreviado Fl. S. Calif. (Munz)) es un libro con ilustraciones y descripciones botánicas que fue escrito por el  botánico y pteridólogo estadounidense Philip Alexander Munz y publicado en Berkeley por University of California Press en el año 1974.